# 지축초등학교
지축초등학교(紙杻初等學校)는 대한민국 경기도 고양시 덕양구 지축동에 있는 공립 초등학교이다.

## 학교 연혁
- 1980년 9월 1일: 지축국민학교 개교
- 1985년 8월 16일: 신교사 준공 및 이전
- 1987년 3월 1일: 병설유치원 개원
- 1996년 3월 1일: 지축초등학교로 개칭
- 2015년 3월 1일: 지축지구 개발로 인해 임시 휴교
- 2020년 3월 1일: 현재의 위치에서 재개교

## 참고 자료
- 지축초등학교 - 한국교육학술정보원 학교알리미